# Lixophaga santacruzi
Lixophaga santacruzi là một loài ruồi trong họ Tachinidae.